# André Duchesne
André Duchesne (Du Chesne, latinizowane Andreas Chesneus, Andreas Quercetanus, albo Andreas Querneus, ur. w maju 1584 w Île-Bouchard, zm. 30 maja 1640 w Paryżu) – francuski geograf i historyk.